# Серіа
Серіа (малай. Seria) — місто в Брунеї, в окрузі Белайт. Є одним з 4 міст Брунею, що керуються муніципалітетами. Центр видобутку нафти, поблизу знаходиться однойменне родовище.

## Історія
На початку XX століття сучасне місто було відоме як Паданг-Берава (малай. Padang Berawa, «поле диких голубів»), невеличке село в болотистій місцевості на березі річки Серія (малай. Sungai Seria). Лише з відкриттям нафти у 1929 році почалася розбудова міста, в першу чергу за рахунок компанії Shell.
У грудні 1941 року японська армія висадилась у Серіа, намагаючись захопити нафтові родовища. Перед відступом британці підпалили нафтові вишки, проте японцям вдалося частково відновити видобуток. У травні 1945 року Серіа була піддана масованим бомбардуванням союзників, а також стала одним з перших місць морської висадки.
На початку 1950-х років у Серіа було побудовано аеродром Андукі, який за допомогою легких літаків «Supermarine Sea Otter» зв'язав місто з Кота-Кінабалу (Джесселтоном) та Мірі. Перша автомобільна дорога, якою можна було дістатися Тутонгу (а далі й міста Бруней), з'явилася 1958 року.

### Брунейське повстання
У грудні 1962 року Серіа стала одним з центрів «брунейського повстання» — спроби бойового крила Народної партії Брунею проголосити створення держави Північного Калімантану. Нарівні з Лімбангом Серіа була захоплена повстанцями вранці 8 грудня та утримувалася до 12 грудня, а окремі будівлі — до 14 грудня.

## Адміністрація
З 1936 року нове місто керувалося міським департаментом Куала-Белайту. У 1984 році було створено муніципалітет Куала-Белайту та Серіа на чолі з головою міської ради.

## Клімат
Місто знаходиться у зоні, котра характеризується вологим тропічним кліматом. Найтепліший місяць — квітень із середньою температурою 27.2 °C (81 °F). Найхолодніший місяць — січень, із середньою температурою 26.7 °С (80 °F).
| Клімат Серіа            | Клімат Серіа | Клімат Серіа | Клімат Серіа | Клімат Серіа | Клімат Серіа | Клімат Серіа | Клімат Серіа | Клімат Серіа | Клімат Серіа | Клімат Серіа | Клімат Серіа | Клімат Серіа | Клімат Серіа |
| Показник                | Січ.         | Лют.         | Бер.         | Квіт.        | Трав.        | Черв.        | Лип.         | Серп.        | Вер.         | Жовт.        | Лист.        | Груд.        | Рік          |
| Абсолютний максимум, °C | 32           | 32           | 33           | 33           | 33           | 35           | 33           | 34           | 33           | 33           | 33           | 33           | 35           |
| Середній максимум, °C   | 30           | 30           | 30           | 31           | 31           | 31           | 31           | 31           | 30           | 30           | 30           | 30           | 30           |
| Середня температура, °C | 26           | 26           | 26           | 27           | 27           | 27           | 27           | 27           | 26           | 26           | 26           | 26           | 26           |
| Середній мінімум, °C    | 23           | 23           | 23           | 23           | 23           | 23           | 23           | 23           | 23           | 23           | 23           | 23           | 23           |
| Абсолютний мінімум, °C  | 20           | 20           | 19           | 20           | 21           | 21           | 21           | 21           | 20           | 21           | 20           | 20           | 19           |
| Норма опадів, мм        | 420          | 160          | 140          | 110          | 200          | 300          | 210          | 210          | 290          | 290          | 360          | 280          | 3030         |
| Днів з опадами          | 16           | 13           | 13           | 17           | 18           | 17           | 16           | 17           | 18           | 22           | 22           | 20           | 209          |
| Вологість повітря, %    | 86           | 86           | 85           | 83           | 83           | 82           | 81           | 81           | 82           | 83           | 84           | 85           | 83           |
| ----------------------- | ------------ | ------------ | ------------ | ------------ | ------------ | ------------ | ------------ | ------------ | ------------ | ------------ | ------------ | ------------ | ------------ |
| Джерело: Weatherbase    |              |              |              |              |              |              |              |              |              |              |              |              |              |